# Self Made (série de televisão)
Self Made: Inspired by the Life of Madam C. J. Walker (no Brasil, A Vida e a História de Madam C. J. Walker) é uma série limitada de televisão na web de drama americana, baseada na biografia On Her Own Ground: The Life and Times of Madam C.J. Walker de A'Lelia Bundles, que estreou em 20 de março de 2020 na Netflix.

## Premissa
Self Made conta "a história incontável e altamente irreverente da pioneira e magnata dos cuidados com os cabelos negros, Madam C. J. Walker, e como ela superou a América hostil da virada do século, rivalidades épicas, casamentos tumultuados e alguma família insignificante para se tornar a primeira milionária americana self-made."

## Elenco e personagens

### Principal
- Octavia Spencer como Madam C. J. Walker
- Tiffany Haddish como Lelia
- Carmen Ejogo como Addie
- Garrett Morris como Cleophus
- Kevin Carroll como Ransom
- J. Alphonse Nicholson como John Robinson
- Blair Underwood como Charles James Walker

### Recorrente
- Bill Bellamy como Sweetness
- Zahra Bentham como Nettie
- Mouna Traoré como Esther

## Produção

### Desenvolvimento
Em 10 de novembro de 2016, foi anunciado que a Zero Gravity Management havia optado pelos direitos de tela da biografia de Madam C. J. Walker, de A'Lelia Bundles, intitulada On Her Own Ground, com a intenção de desenvolvê-la em uma série limitada. A produção deveria ser escrita por Nicole Asher, dirigida por Kasi Lemmons, e produzida por Octavia Spencer, Christine Holder e Mark Holder.
Em 6 de julho de 2017, foi anunciado que a Netflix havia encomendado à produção um pedido de série composto por oito episódios. Os produtores executivos devem incluir LeBron James, Maverick Carter, Mark Holder, Christine Holder, Janine Sherman Barrois e Elle Johnson. Kasi Lemmons está definido para dirigir e produzir executivo o primeiro episódio. As empresas de produção envolvidas na série devem incluir a SpringHill Entertainment juntamente com a Zero Gravity Management. A série estreou em 20 de março de 2020.

### Fundição
Juntamente com o anúncio inicial do desenvolvimento, foi confirmado que a série seria Octavia Spencer como Madam C. J. Walker. Em 6 de agosto de 2019, foi relatado que Tiffany Haddish, Carmen Ejogo, Blair Underwood, Garrett Morris e Kevin Carroll se juntaram ao elenco. Em 21 de agosto de 2019, Bill Bellamy foi escalado para a minissérie. Em 15 de outubro de 2019, Zahra Bentham e Mouna Traoré foram escalados para papéis recorrentes.

### Filmagens
As filmagens da série limitada foram realizadas de 26 de julho de 2019 a 20 de setembro de 2019 nas cidades canadenses de Mississauga, Cambridge, Stratford e St. Catharines.

## Recepção
No site agregador de críticas Rotten Tomatoes, a minissérie mantém um índice de aprovação de 77% com base em 13 comentários, com uma classificação média de 5,95/10. O consenso dos críticos do site diz: "Self Made nem sempre cumpre seu nome, mas não há como negar que a espetacular personificação de Octavia Spencer da singular Madam C.J. Walker é uma cena a ser vista". No Metacritic, ele tem uma pontuação média ponderada de 58 em 100, com base em 13 críticos, indicando "críticas mistas ou médias".

## Prêmios e indicações
| Ano  | Prêmio                               | Categoria                                           | Indicado                       | Resultado | Ref.   |
| ---- | ------------------------------------ | --------------------------------------------------- | ------------------------------ | --------- | ------ |
| 2020 | Primetime Emmy Awards                | Melhor Atriz em Minissérie ou Telefilme             | Octavia Spencer                | Indicado  |        |
| 2020 | Black Reel TV Awards                 | Melhor Minissérie ou Telefilme                      | Melhor Minissérie ou Telefilme | Indicado  | [ 12 ] |
| 2020 | Black Reel TV Awards                 | Melhor Atriz em Minissérie ou Telefilme             | Octavia Spencer                | Indicado  | [ 12 ] |
| 2020 | Black Reel TV Awards                 | Melhor Ator em Minissérie ou Telefilme              | Blair Underwood                | Venceu    | [ 12 ] |
| 2020 | Black Reel TV Awards                 | Melhor Atriz Coadjuvante em Minissérie ou Telefilme | Carmen Ejogo                   | Indicado  | [ 12 ] |
| 2020 | Black Reel TV Awards                 | Melhor Ator Coadjuvante em Minissérie ou Telefilme  | Bill Bellamy                   | Indicado  | [ 12 ] |
| 2020 | Online Film & Television Association | Melhor Atriz em Minissérie ou Telefilme             | Octavia Spencer                | Indicado  |        |
| 2020 | Gold Derby Awards                    | Melhor Atriz em Minissérie ou Telefilme             | Octavia Spencer                | Indicado  |        |